# R-29RMU
R-29RMU RSM-54 Siniewa (NATO: SS-N-23) – międzykontynentalny rosyjski pocisk balistyczny SLBM, stanowiący rozwinięcie starszych pocisków R-29RM. W 1999 roku rząd Rosji postanowił o wznowieniu przerwanej w 1998 r. produkcji pocisków R-29RM, z przeznaczeniem dla modernizowanych okrętów podwodnych projektu 667BDRM (NATO: Delta IV).